# Valles di Ariel
Segue una lista delle valles presenti sulla superficie di Ariel. La nomenclatura di Ariel è regolata dall'Unione Astronomica Internazionale; la lista contiene solo formazioni esogeologiche ufficialmente riconosciute da tale istituzione.
Le valles di Ariel portano i nomi di spiriti benevoli di varie culture del mondo.

## Prospetto
| Vallis            | Eponimo                                                                  | Latitudine | Longitudine | Diametro |
| ----------------- | ------------------------------------------------------------------------ | ---------- | ----------- | -------- |
| Leprechaun Vallis | Leprecano - Gnomo della mitologia irlandese.                             | 10,4° S    | 10,2° E     | 328 km   |
| Sprite Vallis     | Sprite - Termine generico della lingua inglese per indicare gli spiriti. | 14,9° S    | 340° E      | 305 km   |